# Krzysztof Baranowski (Segler)

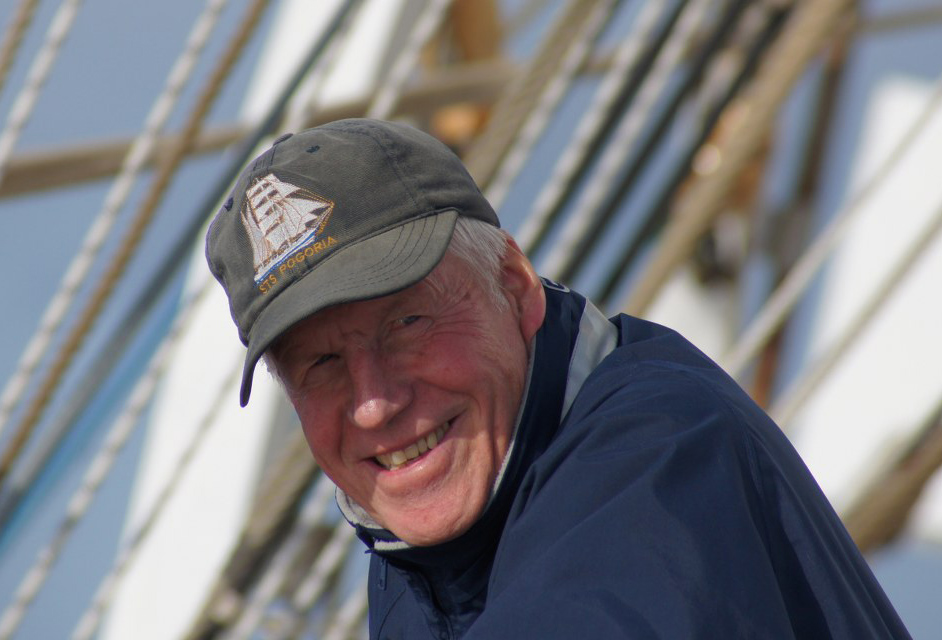
Krzysztof Baranowski auf der Fryderyk Chopin (2011)

Krzysztof Baranowski (* 26. Juni 1938 in Lemberg) ist ein polnischer Journalist, Lehrer und Segler.

## Leben
Baranowski verbrachte seine Kindheit während der Deutschen Besetzung in Krakau. Nach dem Zweiten Weltkrieg siedelte er 1946 mit seiner Familie nach Breslau und besuchte dort das Gymnasium. Nach dem Erwerb des Abiturs 1955 studierte er an der Technischen Universität Breslau, wo er 1961 den Diplom-Ingenieur erwarb. Während seines Studiums reiste er von 1959 bis 1960 per Anhalter durch Nordamerika. Anschließend studierte er von 1960 bis 1962 Journalismus an der Universität Warschau. Als Reporter debütierte er 1962 mit der Reportage W kuchni, die in der Nowa Kultura erschien. Zudem arbeitete er seit 1962 als Journalist in der Redaktion der Trybuna Ludu, in der er populärwissenschaftliche Artikel zu technischen Themen und der Meereswirtschaft sowie später Reiseberichte veröffentlichte. Von 1965 bis 1966 nahm er als Koch an einer geografischen Expedition um Südamerika auf der Jacht Śmiały teil. Der PZPR schloss er sich 1968 an. Seit 1968 begann er mit der Zeitschrift Morze zusammenzuarbeiten.
Bekannt wurde Baranowski durch seine Weltumsegelungen als Alleinsegler. Die erste Umrundung unternahm er in den Jahren 1972 und 1973 auf seiner Jacht Polonez. Er legte dabei 35.424 Seemeilen in 272 Tagen zurück und umsegelte das Kap der Guten Hoffnung und Kap Hoorn. Start und Endpunkt waren Plymouth. Station machte er in Newport, Kapstadt, Hobart (Tasmanien) und Stanley (Falklandinseln).
An der Operacja Żagiel in den USA nahm er 1976 als Kapitän der Polonez mit einer Besetzung aus Studenten der Seefahrtsschule Stettin teil. Zudem segelte er von 1967 bis 1977 in Binnengewässern in Nordamerika und drehte fünf Dokumentarfilme für die Telewizja Polska. In den Verband der Polnischen Literaten wurde er 1977 aufgenommen. Für die Telewizja Polska arbeitete er von 1978 bis 1988.
In den 1980er-Jahren gehörte er zu den Organisatoren und Mitbegründern der schwimmenden Szkoła pod Żaglami (Schule unter den Segeln), in deren Rahmen er 1984 als Kapitän auf der Pogoria eine experimentellen Fahrt nach Indien, Sri Lanka und zu den Malediven und 1988 eine Umrundung von Südamerika durchführte. Die Stiftung Międzynarodowa Szkoła pod Żaglami gründete er 1989. Auf der Fryderyk Chopin überquerte er 1992 den Atlantik während der Columbus Regatta und 1994 den Südatlantik.
Vom 2. Oktober 1999 bis 30. August 2000 folgte eine weitere Weltumseglung auf der Lady B., während der er 24.000 Seemeilen bewältigte und in 20 Häfen anlegte. Start und Ziel war diesmal Vilamoura in Portugal. Er ist damit der erste Pole, der zweimal als Alleinsegler die Welt umrundete.

## Publikationen
- Hobo, 1965
- Kapitan Kuk, 1968
- Regaty wokół globu, 1971
- „Polonezem“ dookoła świata. Reportaże drukowane w „Trybunie Ludu“, 1973
- Droga na Horn, 1974
- Z pokładu „Poloneza“, 1974 [1975]
- Wyścig do Newport, 1976
- „Polonez“ round the world singlehanded, 1977
- Żaglem po Ameryce, 1978
- Dom pod żaglami, 1980
- Praktyka oceaniczna, 1984
- Szkoła pod żaglami, 1987
- Zapiski najemnego żeglarza, 1989
- Samotny żeglarz, 1995
- Zaczynam żelować, 1998
- Drugi raz dookoła świata, 2003
- Zostań Opti-mistrzem, 2004

## Auszeichnungen
- 1972: Offizierskreuz Polonia Restituta